# John Owen (ingeniero)
John Owen (Cambridge; 30 de marzo de 1972) es un ingeniero británico de Fórmula 1. Actualmente es el diseñador jefe del equipo Mercedes-AMG Petronas Motorsport.

## Carrera
Owen comenzó su carrera en el automovilismo en Brackley en 2001, trabajando como aerodinámico para el fabricante Reynard Motorsport. Un año después, se mudó a Hinwil, Suiza, para trabajar en el equipo Sauber. En 2004, fue ascendido a aerodinámico senior del equipo suizo. Tres años más tarde, regresó a Brackley como aerodinámico principal de Honda. En 2010 fue ascendido a Diseñador Jefe del equipo oficial de Mercedes. Actualmente dirige el equipo de ingeniería. Owen fue parte integral de la creación del sistema DAS (Dual Axis Steering).

## Trayectoria
- Aerodinámico: Reynard Motorsport (2001)
- Aerodinámico: Sauber (2002-2004)
- Aerodinámico senior: Sauber/BMW Sauber (2004-2007)
- Aerodinámico principal: Honda (2007-2008)
- Aerodinámico principal: Brawn GP (2009)
- Diseñador jefe: Mercedes-AMG Petronas Motorsport (2010-)